# 東海林邦彦
東海林 邦彦（しょうじ くにひこ、1941年9月11日-　）は、日本の法学者。専門は民法・医事法。特に、不法行為法・ドイツ民法を研究。北海道大学名誉教授。岩手県に生まれる

## 年譜
- 1966年　3月 東北大学法学部卒業。4月 同法学部助手。
- 1970年　4月 埼玉大学経済学部助手
- 1971年　4月 埼玉大学経済学部講師
- 1972年　4月 金沢大学法文学部講師
- 1974年　金沢大学法文学部助教授
- 1979年　4月 北海道大学法学部教授
- 1988年　アメリカ合衆国コロンビア大学コロンビア・ロー・スクールにて在外研究（ - 1989年）
- 1994年　ドイツ連邦共和国フライブルク大学・ゲツチンゲン大学にて在外研究（ - 1995年）
- 2000年　北海道大学大学院法学研究科附属高等法政教育研究センター教授
- 2001年　同大学院法学研究科教授（大学院の部局化による）
- 2004年　国立大学法人北海道大学職員（国立大学法人化による）
- 2005年　北海道大学定年退官

## 主要業績
- 『19世紀プロイセンにおける共同地所有・利用関係をめぐる若干の判例』（社会科学論集 27・28号, 1971年）
- 『民法395条をめぐる問題点とその検討 : 抵当権と用益権との関係についての一研究』（金沢法学 18巻1・2号, 1973年）
- 『いわゆる仮登記担保と民法388条および395条』（金沢大学法文学部論集 法学編 21号, 1974年）
- 『サヴィニーの消滅時効理論』（金沢大学法文学部論集 法学編 23号, 1976年）
- 『いわゆる「土地所有権近代化論争」の批判的検討』（北大法学論集 36巻3号, 1985年）
- 馬渡峻輔・木村純編『21世紀・新しい「いのち」像―現代科学・技術とのかかわり』（執筆担当, 北海道大学出版会, 2000年）
- 家永登・上杉富之編『生殖革命と親・子』（執筆担当, 早稲田大学出版部, 2008年）

この他、不法行為法の判例評釈が多数

## 門下生
- 遠山純弘 - 法政大学法科大学院教授、元小樽商科大学商学部助教授、元北海学園大学法学部講師